# Renzo Canestrari
Renzo Canestrari (* 19. August 1924 in Piagge; † 28. Januar 2017 in Bologna) war ein italienischer Mediziner und Psychologe.

## Leben
Nach Beendigung seines Medizinstudiums im Jahr 1951 nahm Canestrari in Rom am ersten italienischen Psychologenkongress nach dem Zweiten Weltkrieg und 1953 am ersten italienischen Kongress für Klinische Psychologie teil. Dabei lernte er auch die italienischen Gestaltpsychologen Cesare Musatti, Fabio Metelli und Gaetano Kanizsa kennen, die im Weiteren seine psychologische Orientierung maßgeblich bestimmen sollten. Nach der Zusammenarbeit mit Musatti und Kanizsa in einigen wahrnehmungspsychologischen Forschungen erhielt Canestrari 1957 seine universitäre Lehrbefugnis und lehrte anschließend für drei Jahre an der Universität Salerno.
1960 wurde er auf den ersten Lehrstuhl für Klinische Psychologie der Universität von Bologna  berufen. Schwerpunkt seiner Lehrtätigkeit und der von ihm angeleiteten Forschungsarbeit war die experimentelle Psychologie auf gestalttheoretischer Grundlage. Hier kam es auch zu einer regelmäßigen Zusammenarbeit mit dem deutschen Gestaltpsychologen Wolfgang Metzger. Zu Canestraris Schülerinnen und Schülern – man spricht von der gestaltpsychologischen „Schule von Bologna“ – zählen Anna Arfelli Galli, Giuseppe Galli, Mario Fame, Paolo Bonaiuto, Alberto Ranzi, Pietro Tampieri, Giuliana Giovanelli, Giancarlo Trombini, Vincenzo Faenza, Augusto Palmonari und Gabriella Bartoli.
Renzo Canestrari gehörte seit 1979 dem Advisory Board der internationalen multidisziplinären Zeitschrift Gestalt Theory an. 1991 gründete er das Dipartimento della Formazione (die Fakultät für Erziehungswissenschaften) der Università degli Studi della Repubblica di San Marino. Seit 1989 war er Mitglied der Academia Europaea.

## Schriften (Auswahl)
- 1974 Guida alla psicologia. Firenze.
- 1975 (mit Giancarlo Trombini) Psychotherapie als Umstrukturierung des Feldes. In: Ertel u. Kemmler (Hrsg.), Gestalttheorie in der modernen Psychologie, Darmstadt, ISBN 3-7985-0400-8, S. 266–273. doi:10.23668/psycharchives.4385 (Nachdruck 2019) in Phänomenal – Zeitschrift für Gestalttheoretische Psychotherapie, 11(2), S. 29–35.
- 1978: Psicologia fuori programma. Bologna.
- 1986 Psicologia generale e dello sviluppo. Bologna, ISBN 88-8091-223-2.
- 1993 Freud e la ricerca psicologica.
- 1994 (mit Antonio Godino) Manuale di psicologia. Bologna, ISBN 88-8091-584-3.
- 1995 La percezione. Bologna, ISBN 88-8091-239-9.
- 1996 Some reflections on ideology and scientific research. European Review / Volume4 / Issue02 April 1996, pp 97–106.
- 2002  Itinerari del ciclo della vita. Adolescenza, mezza età, vecchiaia, Bologna, ISBN 88-491-1989-5.
- 2010 Gestalt Psychology in my Scientific Training and at the Start of the School of Bologna. Gestalt Theory 32(1), 79–84.